# 月色Chainon
「月色Chainon」（つきいろシェノン）は、2021年1月13日に同時発売された、ももいろクローバーZの21枚目のシングル（ももいろクローバーZ盤）ならびに、Various Artistsによるシングル（Eternal盤）である。同時期に公開の映画『劇場版 美少女戦士セーラームーンEternal』の主題歌に加え、同アニメの歴代テーマ曲を多数収録している（Billboardやオリコンでは、シングルではなくアルバムの扱い）。

## ももいろクローバーZ盤

### 収録曲解説
1. 月色Chainon ももいろクローバーZ ver.
  - 作詞：白薔薇sumire / 作曲：小坂明子 / 編曲：月蝕會議[4]
  - 25年ぶりの新作映画となる『劇場版 美少女戦士セーラームーンEternal』（前編：2020年1月8日公開、後編：2月11日公開）の主題歌[5]。タイトルに含まれるChainon（シェノン）は、フランス語で「幸せの連鎖」という意味。音楽サイトのナタリーでは、「ロックテイストながらも切なげで、どこか神秘的な曲調とセーラー戦士たちの思いがマッチした楽曲」と紹介された[6]。ももいろクローバーZが「セーラームーン」シリーズの主題歌に起用されるのは、シングル「MOON PRIDE」（2014年）、「ニュームーンに恋して」（2016年）に続いてのことである。
2. ムーンライト伝説 -ZZ ver.-
  - 作詞：小田佳奈子 / 作曲：小諸鉄矢 / 編曲：近藤研二
  - 「ムーンライト伝説」を、現体制のメンバー4人で再びカバーしたZZ ver.（ダブルゼータ バージョン）。メンバー5人によるバージョンはアルバム『美少女戦士セーラームーン THE 20TH ANNIVERSARY MEMORIAL TRIBUTE』に収録。
3. Moon Revenge -ZZ ver.-
  - 作詞：冬杜花代子 / 作曲：小坂明子 / 編曲：橋本由香利
  - 「Moon Revenge」を、現体制のメンバー4人で再びカバーしたZZ ver.（ダブルゼータ バージョン）。メンバー5人によるバージョンはシングル「MOON PRIDE」に収録。
4. タキシード・ミラージュ -ZZ ver.-
  - 作詞：武内直子 / 作曲：小坂明子 / 編曲：菊田大介（Elements Garden）
  - 「タキシード・ミラージュ」を、現体制のメンバー4人で再びカバーしたZZ ver.（ダブルゼータ バージョン）。メンバー5人によるバージョンはアルバム『美少女戦士セーラームーン THE 20TH ANNIVERSARY MEMORIAL TRIBUTE』に収録。
5. MOON PRIDE -ZZ ver.-
  - 作詞・作曲・編曲：Revo
  - ももいろクローバーZのシングル「MOON PRIDE」を、現体制のメンバー4人でセルフカバーしたZZ ver.（ダブルゼータ バージョン）。アルバム『MOMOIRO CLOVER Z』初回限定盤Bの特典CDにも収録。
6. 月虹 -ZZ ver.-
  - 作詞：白薔薇sumire / 作曲・編曲：小坂明子
  - 「月虹」（げっこう）を、現体制のメンバー4人で再びカバーしたZZ ver.（ダブルゼータ バージョン）。メンバー5人によるバージョンはシングル「MOON PRIDE」に収録。
7. ニュームーンに恋して -ZZ ver.-
  - 作詞・作曲：ティカ・α / 編曲：やくしまるえつこ・山口元輝
  - ももいろクローバーZ/タキシード仮面(野島健児)名義のシングル「ニュームーンに恋して」を、現体制のメンバー4人でセルフカバーしたZZ ver.（ダブルゼータ バージョン）。

### 参加ミュージシャン
| 月色Chainon - 1st Violin：MIZ - 2nd Violin：三國茉莉 - Viola：森朱理 - Cello：佐野まゆみ - All other instruments：月蝕會議 ムーンライト伝説 -ZZ ver.- - Electric Guitar & Programming：近藤研二 - Electric Bass：渡辺等 - Drums：村石雅行 - Synth Manupulator：栗山善親 Moon Revenge -ZZ ver.- - Programming：橋本由香利 - Guitar：西川進 - Chorus：渡部沙智子 タキシード・ミラージュ -ZZ ver.- - Guitar：加納望 - All other instruments & Programming：菊田大介（Elements Garden） | MOON PRIDE -ZZ ver.- - Electric Guitar：マーティ・フリードマン - Bass：長谷川淳 - Piano & Organ：五十嵐宏治 - Drums：淳士 - Strings：弦一徹ストリングス - Timpani：三沢またろう - Programming：Revo 月虹 -ZZ ver.- - Horn：ジョナサン・ハミル、萩原顕彰、上間善之、井上華 - Electric Guitar：古川望 - Strings：弦一徹ストリングス - Programming：小坂明子 ニュームーンに恋して -ZZ ver.- - Programming：やくしまるえつこ - Drums & Programming：山口元輝 - Bass：ナスノミツル - Electric Guitar：西川進 - Vibraphone：高良久美子 - Strings Arrange：近藤研二 - Strings：桑野聖Strings - Violin：桑野聖、三浦道子、久永泉、井戸柄里、岩戸有紀子、矢野晴子、高田智恵、下川美帆 - Viola：菊地幹代、島岡智子 - Violoncello：前田善彦、多井智紀 - Trumpet：エリック・ミヤシロ、西村浩二 - Trombone：中川英二郎 - Tenor Saxophone：吉田治 |

### トラックリスト

#### CD
1. 月色Chainon ももいろクローバーZ ver. [4:22]
2. ムーンライト伝説 -ZZ ver.- [2:52]
3. Moon Revenge -ZZ ver.- [4:26]
4. タキシード・ミラージュ -ZZ ver.- [3:35]
5. MOON PRIDE -ZZ ver.- [3:43]
6. 月虹 -ZZ ver.- [4:22]
7. ニュームーンに恋して -ZZ ver.- [4:30]
8. 月色Chainon（off vocal ver.）

#### Blu-ray
- 月色Chainon（Artist Music Video） - レコーディング風景使用

## Eternal盤

### 収録曲解説
1. 月色Chainon ももいろクローバーZ with セーラー5戦士
  - ももいろクローバーZのメンバー4人と「セーラー5戦士」の総勢9人による歌唱バージョンが収録されている[7]。「セーラー5戦士」の構成は、セーラームーン（CV：三石琴乃）、セーラーマーキュリー（CV：金元寿子）、セーラーマーズ（CV：佐藤利奈）、セーラージュピター（CV：小清水亜美）、セーラーヴィーナス（CV：伊藤静）。
2. 私たちになりたくて
  - 歌唱：石田燿子

作詞：秋元康 / 作曲：井上望 / 編曲：長谷川智樹
  - 劇場版「美少女戦士セーラームーンEternal」前編EDテーマ。テレビアニメ『美少女戦士セーラームーン SuperS』128 - 140話のエンディングテーマとして用いられた藤谷美和子による楽曲をカバーしたもので、石田が『セーラームーン』シリーズの楽曲を担当するのは『乙女のポリシー』『愛の戦士』以来となる。
3. “らしく”いきましょ
  - 歌唱：ANZA

作詞：武内直子 / 作曲：水野雅夫 / 編曲：福富幸宏
  - 劇場版「美少女戦士セーラームーンEternal」後編EDテーマ。テレビアニメ『美少女戦士セーラームーン SuperS』141 - 166話の後期エンディングテーマとして用いられたMeuによる楽曲をカバーしたもの。
  - ANZAはミュージカル版『美少女戦士セーラームーン』の初代月野うさぎ/セーラームーン役を演じているほか、ムーンリップスのメンバーとして「ムーンライト伝説」の歌唱を担当した（『美少女戦士セーラームーンS』および『美少女戦士セーラームーンSuperS』のオープニングテーマとして担当）。

### トラックリスト

#### CD
1. 月色Chainon / ももいろクローバーZ with セーラー5戦士
2. 私たちになりたくて  / 石田燿子
3. “らしく”いきましょ / ANZA
4. 月色Chainon（off vocal ver.）
5. 私たちになりたくて（off vocal ver.）
6. “らしく”いきましょ（off vocal ver.）

#### Blu-ray
- 月色Chainon（Animation Music Video） - 映画本編映像使用